# ВЭС Маршево
ВЭС Маршево — ветровая электростанция в Польше в Западно-Поморском воеводстве.
Место для станции выбрано недалеко от Балтийского побережья, к западу от Слупска. В 2012 году здесь начались строительные работы, а в следующем году в эксплуатацию ввели 41 ветровую турбину производства датской компании Vestas: 22 типа V80/2000 и 19 типа V90/2000, которые при одинаковой единичной мощности 2 МВт отличаются лишь диаметром ротора — 80 и 90 метров соответственно.
Проектная выработка электроэнергии на ВЭС Маршево составляет 184 млн кВт·ч в год.
Для выдачи продукции станции построена воздушная ЛЭП напряжением 110 кВ протяжённостью 17 км.